# 宿迁站
宿迁站位于中华人民共和国江苏省宿迁市宿城区三棵树街道，是徐盐客运专线的一座客运车站，由中国铁路上海局集团新长车务段管辖，2019年12月16日正式启用。

## 车站结构
宿迁站站房建筑面积为25500平方米，是整条铁路最大的一个中间站。站房外立面以叶脉为雏形，采用庑殿式屋顶设计，体现楚汉的建筑风格。站房共三层，一楼设有旅客出站地道，二楼三楼为候车厅，进站口、售票厅和落客平台都在二楼，车场规模为2台6线。

## 市内交通
宿迁站集高铁站、长途客运站、市内公交枢纽站为一体，是一座综合性的交通枢纽站。